# Isztymbał
Isztymbał (ros. Иштымбал) – wieś (dieriewnia) w Rosji, w Mari El, w rejonie kużenierskim. W 2010 liczyła 408 mieszkańców.